# کولتورا (شهرستان آئورگازینسکی، باشقیرستان)
کولتورا (به لاتین: Kultura) یک منطقهٔ مسکونی در روسیه است که در باشقیرستان واقع شده‌است.